# Primera guerra sino-japonesa
La primera guerra sino-japonesa (conocida en China como la guerra de Jiawu (en chino tradicional, 甲午战争; en chino simplificado, 甲午战争; pinyin, Jiǎwǔ Zhànzhēng) y en Japón como guerra Japón-Qing (Nisshin Sensō, en japonés: 日清戦争), o primera guerra China-Japón, fue un conflicto militar que sucedió desde el 25 de julio de 1894 al 17 de abril de 1895 entre la dinastía Qing de China y el Imperio del Japón principalmente por la influencia en la península de Corea. Después de más de seis meses de éxitos ininterrumpidos por parte de las fuerzas terrestres y navales japonesas y la pérdida de los puertos de Lüshunkou (Port Arthur) y Weihaiwei, el gobierno Qing pidió la paz en febrero de 1895 y firmó el Tratado de Shimonoseki dos meses después, poniendo fin a la guerra.
A finales del siglo XIX, la dinastía Joseon de Corea seguía siendo uno de los estados tributarios de China, mientras que Japón lo veía como un objetivo de expansión imperial. En junio de 1894, el gobierno Qing, a petición del emperador coreano Gojong, envió 2800 soldados para ayudar a reprimir la Revolución Campesina Donghak. Los japoneses consideraron que esto era una violación de la Convención de Tientsin de 1885 y enviaron una fuerza expedicionaria de 8000 soldados, que desembarcó en Incheon. Este ejército se trasladó a Seúl, capturó al emperador coreano y estableció un gobierno projaponés el 23 de julio de 1894 en la ocupación de Gyeongbokgung. El gobierno Qing decidió retirar sus tropas, pero rechazó el reconocimiento del gobierno projaponés, que había otorgado al Ejército Imperial Japonés el derecho a expulsar al Ejército Huai chino de Corea. Aproximadamente 3000 soldados chinas todavía permanecían en Corea y solo podían ser abastecidas por mar. El 25 de julio, la Armada japonesa ganó la batalla de Pungdo y hundió el vapor Kowshing, que transportaba 1200 refuerzos de Qing. El 1 de agosto se declaró la guerra.
Tras la batalla de Pionyang el 15 de septiembre, las tropas chinas se retiraron a Manchuria, lo que permitió a los japoneses tomar el control de Corea. Dos días después, la flota de Beiyang sufrió una derrota decisiva en la batalla del río Yalu, y sus barcos supervivientes se retiraron a Port Arthur. En octubre de 1894, el ejército japonés invadió Manchuria y capturó Port Arthur el 21 de noviembre. Japón capturó Weihaiwei en la península de Shandong el 12 de febrero de 1895. Esto les dio el control sobre los accesos a Pekín, y la corte Qing inició negociaciones con Japón a principios de marzo. La guerra concluyó con el Tratado de Shimonoseki el 17 de abril, que exigía a China pagar una indemnización masiva y ceder la isla de Taiwán, las islas Pescadores y Liaodong a Japón. Japón también obtuvo una posición predominante en Corea.
La guerra demostró el fracaso de los intentos de la dinastía Qing de modernizar su ejército y defenderse de las amenazas a su soberanía, especialmente en comparación con la exitosa Restauración Meiji de Japón. Por primera vez, el dominio regional en el este de Asia pasó de China a Japón. El prestigio de la dinastía Qing, junto con la tradición clásica en China, sufrió un duro golpe. La pérdida de Corea como estado tributario desató una protesta pública sin precedentes. Dentro de China, la derrota fue un catalizador para una serie de agitaciones políticas lideradas por Sun Yat-sen y Kang Youwei, que culminaron en la Revolución de 1911 y el fin definitivo del gobierno dinástico en China.

## Antecedentes
Durante los dos siglos que precedieron a 1854, el Shogunato había limitado severamente el comercio extranjero —principalmente con naciones europeas—, con excepción de Corea (a través de Tsushima), la China de la dinastía Qing (a través de las islas Ryukyu) y los Países Bajos (a través del puesto comercial de Dejima). En 1854, el comodoro Matthew Perry, mediante la amenaza implícita del uso de la fuerza, abrió Japón al comercio global, iniciando de este modo un período de rápido desarrollo del comercio exterior y de la occidentalización del país.
Durante los años que siguieron a la Restauración Meiji de 1868 después de la caída del Shogunato, los japoneses enviaron delegaciones y estudiantes a todo el mundo para aprender y asimilar las artes y las ciencias occidentales, con el objetivo de no solo evitar que Japón cayera bajo la dominación extranjera, sino de permitir al país competir en igualdad de condiciones con las potencias occidentales.

### Conflicto por Corea
Como potencia emergente, Japón quiso emular a las occidentales en muchos aspectos y siguiendo esta corriente, buscó tener colonias. Con el fin de proteger sus propios intereses, centró su atención en Corea, pensando en anexarla a sus territorios antes que otra potencia lo hiciera o, al menos, asegurar la independencia efectiva de la península mediante el desarrollo de sus recursos y la reforma de su gobierno conforme a los intereses japoneses, puesto que se pensaba que si alguna otra potencia se hacía con el control de Corea y situaba tropas allí, supondría una seria amenaza. Por otra parte, los recursos coreanos (yacimientos de carbón y mineral de hierro) eran codiciados en Japón para su propio desarrollo industrial. Por estas razones, entre otras, se decidió poner fin a la milenaria soberanía china sobre Corea.
China, por su parte, trataba de mantener su control sobre el último, mayor y más antiguo de sus Estados vasallos.

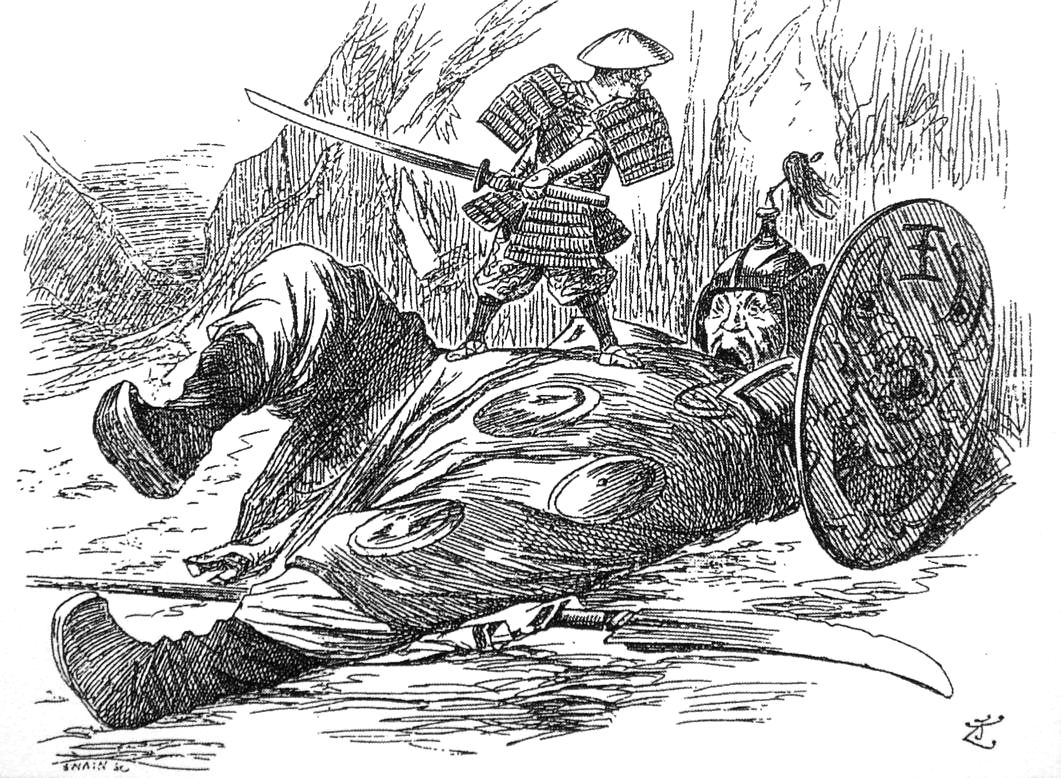
Caricatura publicada en una revista británica sobre la derrota del gigante chino frente al pequeño samurái japonés, 1894.

El 27 de febrero de 1876, después de ciertos incidentes y enfrentamientos entre aislacionistas coreanos y residentes japoneses, Japón impuso el Tratado de Ganghwa de 1876, obligando a Corea a abrirse al comercio con Japón y otras potencias, además de proclamar su completa independencia de China.
Corea había sido, por tradición, un Estado vasallo de China y continuó siéndolo durante la dinastía Qing, la misma que ejerció una gran influencia sobre los funcionarios conservadores coreanos y la familia real de la dinastía Joseon. La opinión pública de Corea estaba dividida: mientras que los conservadores querían mantener la tradicional servidumbre hacia China, los reformistas querían establecer vínculos más estrechos con Japón y las naciones occidentales.
China, estando muy debilitada por las derrotas de las guerras del Opio en 1839 y 1856, no podía impedir la pérdida de su soberanía sobre Corea, y Japón aprovechó esta oportunidad para reemplazar la influencia china por la suya.

### Crisis de 1882
En 1882 la península de Corea experimentó una grave sequía que provocó la escasez de alimentos, causando muchas dificultades y la discordia entre la población. Corea estaba al borde de la quiebra, el Gobierno era incapaz de solventar sus gastos, sobre todo los de sus fuerzas armadas. Existía un profundo resentimiento entre los soldados del Ejército coreano, a los que no se había pagado durante meses.
El 23 de julio un motín militar estalló en Seúl; los soldados, con el apoyo de la población, saquearon los graneros de arroz. Al día siguiente, el palacio real y los cuarteles del Ejército fueron atacados. La turba atacó también la delegación japonesa, que tuvo que escapar a Chemulpo y después a Nagasaki a bordo del buque de investigación británico Flying Fish. 
En respuesta, los japoneses enviaron cuatro buques de guerra y un batallón de tropas a Seúl para salvaguardar los intereses japoneses y exigir una compensación. Los chinos también desplegaron 4500 soldados para hacer frente a los japoneses. La tensión disminuyó con el Tratado de Chemulpo que fue firmado en la tarde del 30 de agosto de 1882. El acuerdo establecía que los conspiradores implicados serían castigados y que se pagaría una indemnización de cincuenta mil yenes a las familias de los japoneses que murieron durante el incidente.
El Gobierno japonés recibió además 500 000.00 yenes, una disculpa formal y permiso para establecer cuarteles y estacionar sus tropas en sus delegaciones en Seúl.

### Golpe de Estado Gapsin
En 1884 un grupo de japoneses favorable a las reformas derrocó por un corto periodo de tiempo al Gobierno coreano, prochino y conservador, en un sangriento golpe de Estado. Sin embargo, la facción conservadora, con la ayuda de tropas chinas al mando del general Yuan Shikai, logró recuperar el control de una manera igualmente sangrienta en un contragolpe.
Este incidente tuvo como resultado no solo la muerte de un gran número de activistas reformistas, sino también un incendio en la delegación japonesa y la muerte de varios de sus guardias además de ciudadanos japoneses y coreanos.

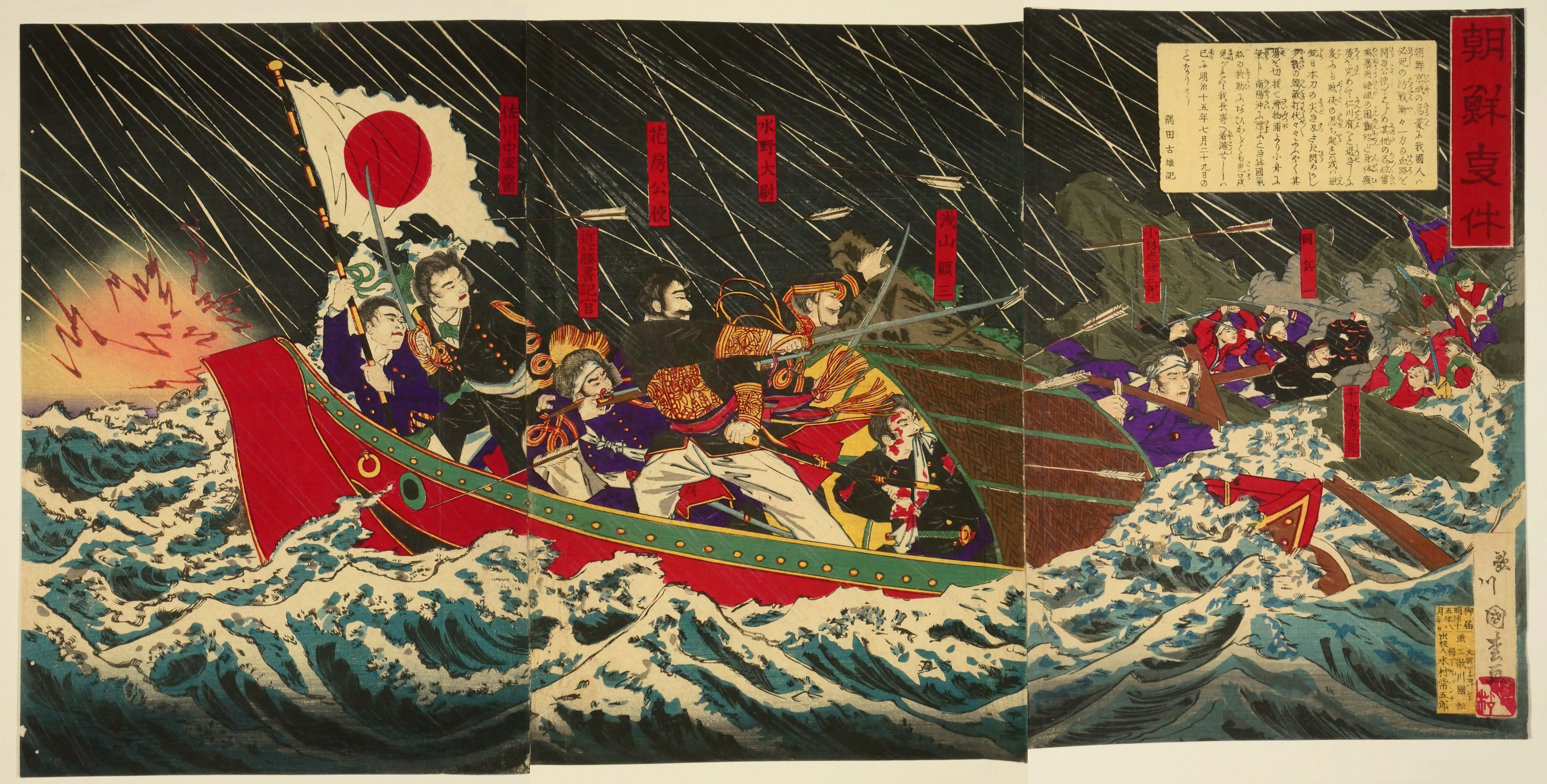
Huida de la delegación japonesa en 1882.

Esto causó un incidente entre Japón y China, que fue resuelto finalmente en la Convención de Tientsin de 1885 en el que las dos partes acordaron sacar a sus fuerzas expedicionarias de Corea al mismo tiempo, no enviar instructores militares para la formación de los militares de Corea, y notificar a la otra parte de antemano si decidían enviar tropas a Corea. Sin embargo, los japoneses se vieron frustrados por los repetidos intentos de los chinos de socavar su influencia en Corea. Ni China ni Japón lograron dominar desde entonces la corte coreana.

### El incidente Kim Ok-gyun
En febrero de 1894, tiene lugar la Revolución Donghak («aprendices orientales») contra el Gobierno coreano de la Dinastía Joseon, que pronto se extendió por todo el país. En junio los rebeldes amenazaban ya la capital coreana. La situación se hizo cada vez más tensa y el rey de Corea solicitó el 3 de junio tropas a Li Hongzhang para aplastar la rebelión Tonghak a través del representante militar chino en Corea, el general Yuan Shikai. De acuerdo con la convención sino-japonesa de Tianjin, el Gobierno chino informó al japonés del envío de unidades militares tres días más tarde; el Gobierno de Tokio se apresuró a enviar a su vez tropas para «proteger su embajada, a sus ciudadanos y su comercio». El gobierno chino envió al general Yuan Shikai como plenipotenciario al frente de un ejército de dos mil ochocientos soldados.
El 28 de marzo de 1894, un revolucionario pro-japonés llamado Kim Ok-gyun, fue asesinado en Shanghái. Kim había huido a Japón después de su participación en el golpe de 1884 y los japoneses habían rechazado las demandas coreanas de extradición. Al final, fue llevado a Shanghái y asesinado por un compañero coreano llamado Hong Jong-u, en una posada japonesa ubicada en un asentamiento internacional. Su cuerpo fue llevado a bordo de un buque de guerra chino a Corea, donde fue descuartizado y mostrado como una advertencia a otros rebeldes. El gobierno japonés indignado, tomó esto como una afrenta directa a su dignidad e importancia.

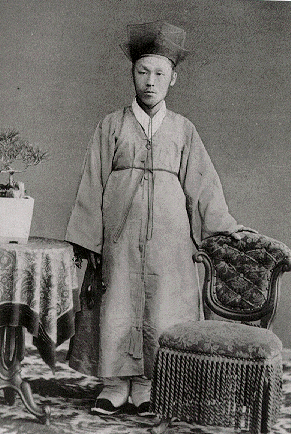
Kim Ok-gyun fotografiado en Nagasaki en 1882. Su asesinato en China contribuiría a empeorar las tensiones que condujeron a la primera guerra sino-japonesa.

Mientras que China deseaba una retirada simultánea de las tropas chinas y japonesas una vez sofocada la rebelión, Japón exigió como paso previo la aplicación de reformas gubernamentales, convencido de que estas aumentarían la influencia japonesa en el país. A mediados de junio, eliminada ya la amenaza de los rebeldes al Gobierno, Japón continuaba enviando tropas a Corea. Para entonces, había unos 1500 soldados chinos en la península, frente a los cerca de 500 japoneses.
Li trató de resolver pacíficamente las diferencias con Japón y de recabar para ello el apoyo del Reino Unido y Rusia, a pesar de que su actitud pacifista no la compartía ni el emperador ni sus influyentes rivales en el Gobierno chino. Estos atacaron con dureza a Li por su gestión de la crisis coreana. Li temía tanto el poderío militar japonés como las consecuencias financieras de un enfrentamiento. Las posibles ventajas para China de una victoria tampoco parecían claras, e indicaban más un crecimiento de la influencia rusa en la región que un reforzamiento del poder chino. Una derrota, por el contrario, tendría importantes consecuencias negativas, tanto para el prestigio del imperio como para su programa de reformas. Ante esta perspectiva, Li trató de solucionar las diferencias con Japón mediante el arbitraje de la potencias.
A pesar de sus primeras declaraciones, tanto Rusia como el Reino Unido se mostraron más tarde reticentes a mediar entre los dos países cuando aumentó la tensión entre ambos. Li, mientras, había desatendido los preparativos bélicos del país, concentrado en sus esfuerzos por lograr el arbitraje. Las medidas chinas, tardías para no indisponer a las potencias, dejaron a las tropas chinas en inferioridad numérica y estratégica: a mediados de julio los japoneses contaban con 10 000 hombres en Corea, frente a los 2000 chinos, concentrados además en el indefendible Yashan.
A finales de junio y comienzos de julio, Japón parecía prepararse para la guerra: compró carbón al Reino Unido a la vez que prohibía la exportación del suyo y comenzaba a solicitar créditos de guerra. Pocas semanas antes, el Gobierno japonés había comenzado a enviar espías a la región y había logrado descifrar los códigos telegráficos chinos.
Las fuerzas japonesas ocuparon el Palacio Real de Seúl y capturaron al rey a principios de junio de 1894, establecieron un Gobierno con los miembros de la facción projaponesa. Aunque las tropas chinas se estaban retirando de Corea, por no ser grata su presencia, el nuevo Gobierno coreano projaponés concedió a Japón el derecho de expulsar a las tropas chinas por medio del uso de la fuerza; al mismo tiempo Japón aumentaba su presencia militar. China no reconoció al nuevo Gobierno coreano y esto dio pie al inicio de la guerra.

### El incidente de Nagasaki
Fue un motín causado por marineros de la Flota de Beiyang, al arribar a la ciudad portuaria de Nagasaki, en 1886. Varios policías japoneses que se enfrentaron a los amotinados fueron asesinados. La dinastía Qing no se disculpó con Japón, confiando en el hecho de que su Armada era muy superior a la de Japón.
En ese momento, los Qing poseían algunos de los modelos más recientes de buques de guerra, como el Dingyuan, por lo que pensaban que la Armada japonesa no era rival. Ya incluso en el golpe de Estado Gapsin ocurrido hacía dos años, el ejército de la dinastía Qing había derrotado a los projaponeses apoyados por Japón.

## Enfrentamientos

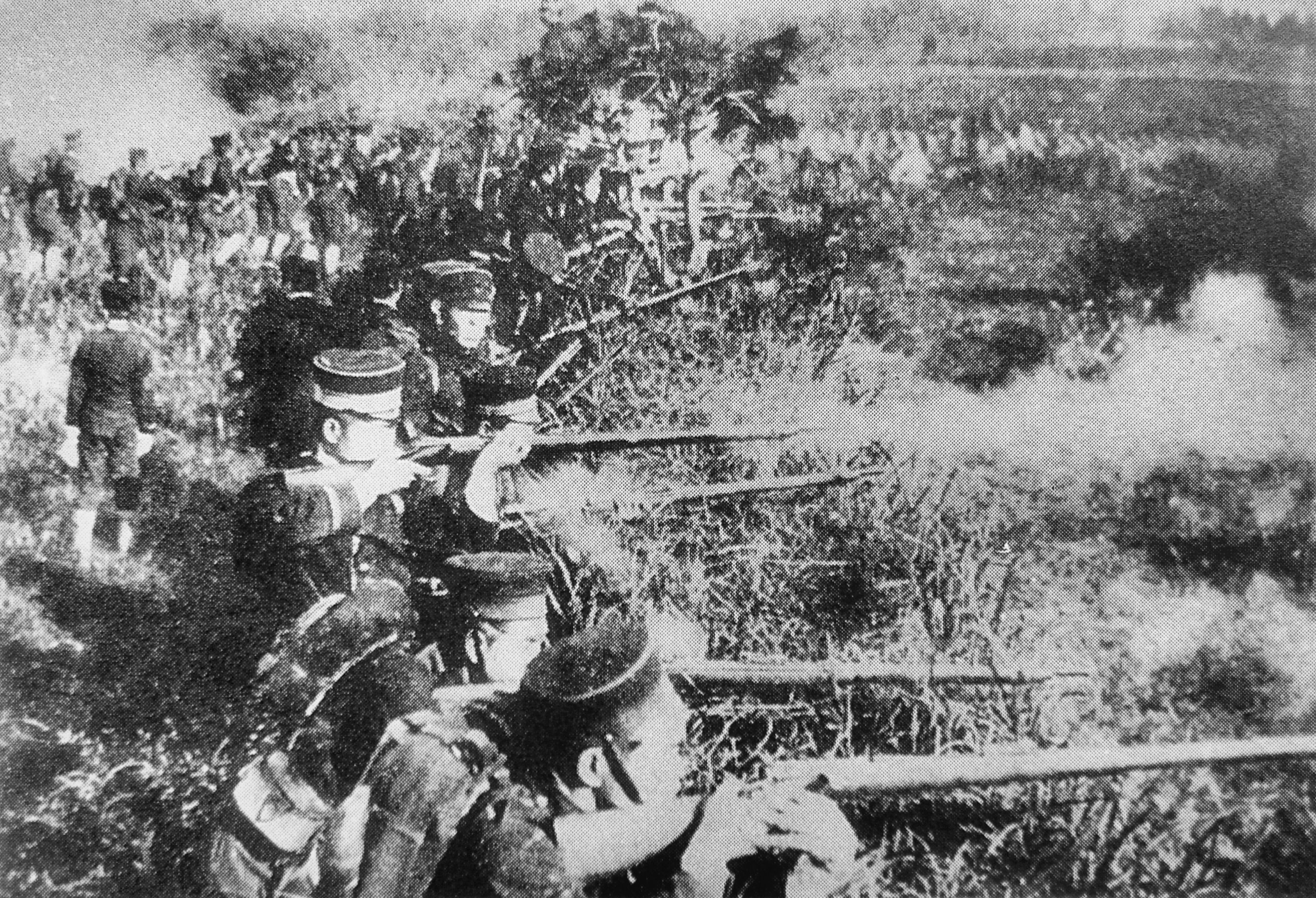
Tropas japonesas durante la primera guerra chino-japonesa.

Primera guerra chino-japonesa, grandes batallas y movimientos de tropas (en inglés).

El 25 de julio de 1894, la Armada japonesa hundió el buque de guerra chino Gaosheng sin previo aviso, precipitando el estallido de la guerra entre los dos países. El enfrentamiento supuso la culminación de una rivalidad de dos décadas entre los imperios y puso a prueba las medidas modernizadoras que los dos países habían puesto en marcha en los últimos años del siglo. El hundimiento del buque privó a China de unos mil hombres, de los mejores con los que contaba en la región.
China sufrió una serie ininterrumpida de derrotas: Pingrang y Río Yalu o Mar Amarillo (septiembre de 1894), Lüshunkou (noviembre de 1894), Weihaiwei (febrero de 1895). Para principios de octubre, las fuerzas japonesas habían conseguido expulsar a las chinas de Corea y a comienzos del mes siguiente habían ocupado importantes puntos del territorio chino nororiental, como el puerto de Port Arthur.
En marzo de 1895, las fuerzas japonesas ya amenazaban la capital china, Pekín, y al mes siguiente el Gobierno chino tuvo que solicitar la paz, que incluía términos humillantes para el imperio.
A pesar de estas derrotas, al comienzo las unidades chinas estaban bien armadas, en algunos aspectos como los rifles (Mauser frente a los Murata japoneses) mejor que sus enemigos. En artillería los japoneses disponían de una ligera ventaja. La estrategia principal de los mandos chinos fue defensiva; la falta de movilidad de las unidades y la tradición militar china favorecían la defensa frente al ataque. una de las principales debilidades de las tropas chinas era su falta de instrucción: a menudo bien armados, los soldados en ocasiones no sabían utilizar sus armas. Ante la falta de un cuerpo de oficiales adecuadamente formado, China había descuidado la instrucción de sus tropas, que era muy inferior a la de los japoneses. Esta deficiencia también influía en la falta de disciplina, en contraste con la de las fuerzas japonesas, alabada por los observadores extranjeros.

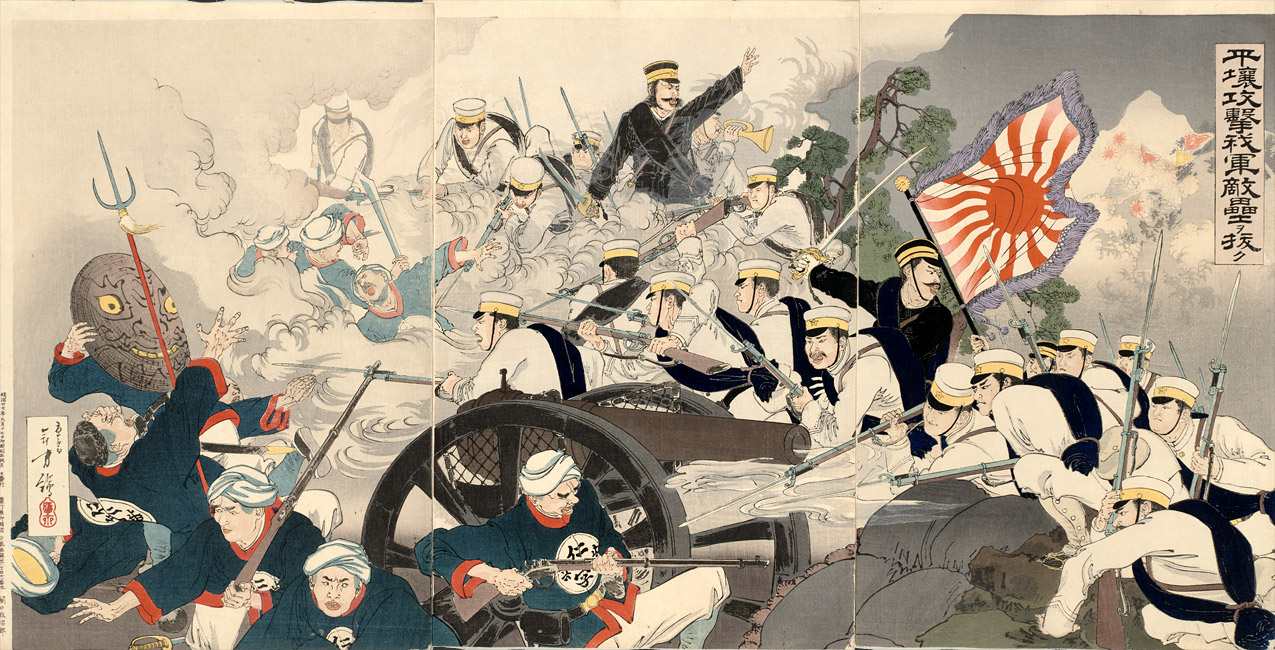
La batalla de Pionyang.

Las deserciones supusieron un grave problema para las unidades chinas durante toda la guerra. Además, en bastantes de los enfrentamientos de la guerra los japoneses contaron con superioridad numérica frente a los chinos, a pesar de que el Ejército chino era varias veces más grande que el japonés. Asimismo, buena parte del Ejército chino no tenía valor militar alguno y constaba de unidades anticuadas; el nuevo Ejército de Beiyang contaba con unos 25 000-30 000 hombres en 1893, pero tenía dificultades financieras para crecer.
En la batalla de Pingrang, capturado por los japoneses después de un ataque desde el norte que desbarató las defensas chinas, los chinos abandonaron abundante armamento. Este solo comenzó a escasear y ser anticuado hacia el final de la guerra, cuando los japoneses habían derrotado ya a las mejores unidades del Ejército chino. En esta batalla unos 20 000 chinos se enfrentaron a una fuerza ligeramente superior de japoneses (23 800).
En el asedio de Lushun, los japoneses contaron con veinte mil hombres frente a los siete mil defensores chinos.

## Fin de la guerra

### Negociaciones de paz

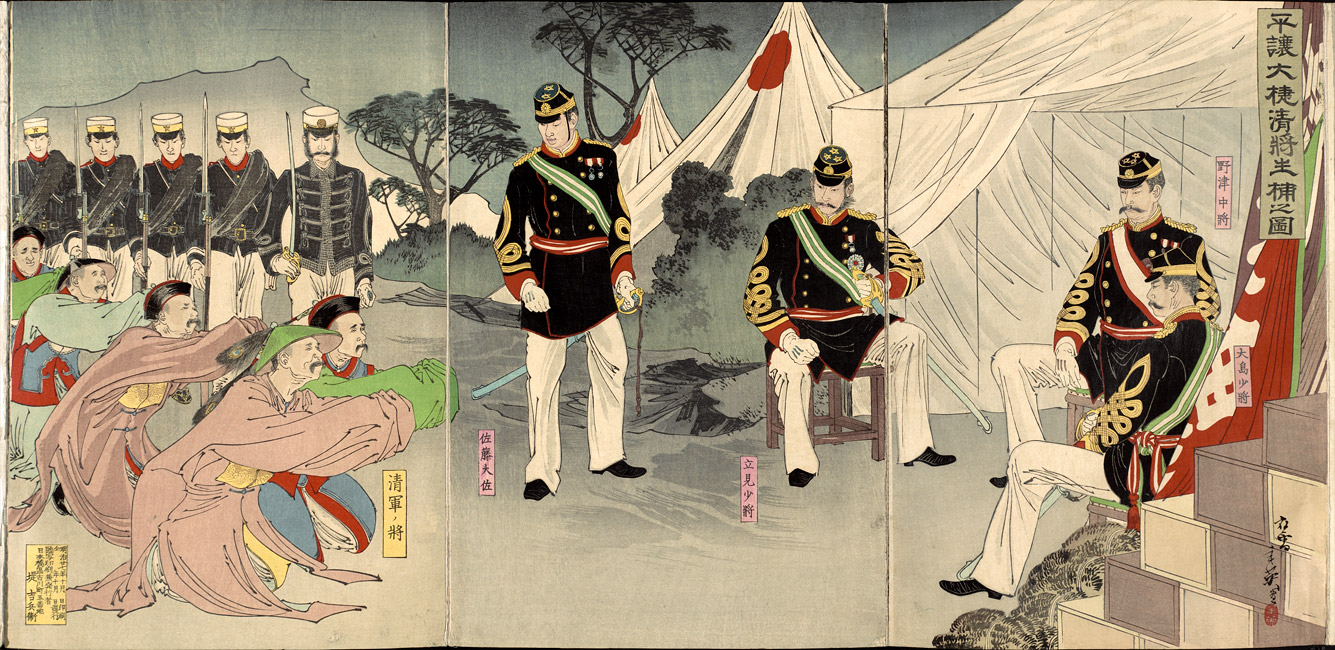
Japón ganó la Primera guerra sino-japonesa.

A principios de 1895, el Gobierno chino envió una delegación para tratar con los japoneses. A mediados de abril, aceptó las condiciones del Tratado de Shimonoseki que puso fin a la contienda. Entre ellas se contaba la cesión a Japón de Formosa y de las cercanas islas de los Pescadores y de gran parte de la península de Liaodong, incluido Port Arthur. La autonomía coreana también quedó confirmada, lo que en realidad sirvió para acrecentar la influencia japonesa en la península.
Algunas potencias europeas —Rusia, Alemania y Francia—, sin embargo, obligaron a Japón a renunciar a los territorios en Liaodong a comienzos del mes de mayo. La intervención de Rusia causó resentimiento y transformó al imperio vecino en el principal rival de Japón en la región.

### Indemnizaciones de guerra

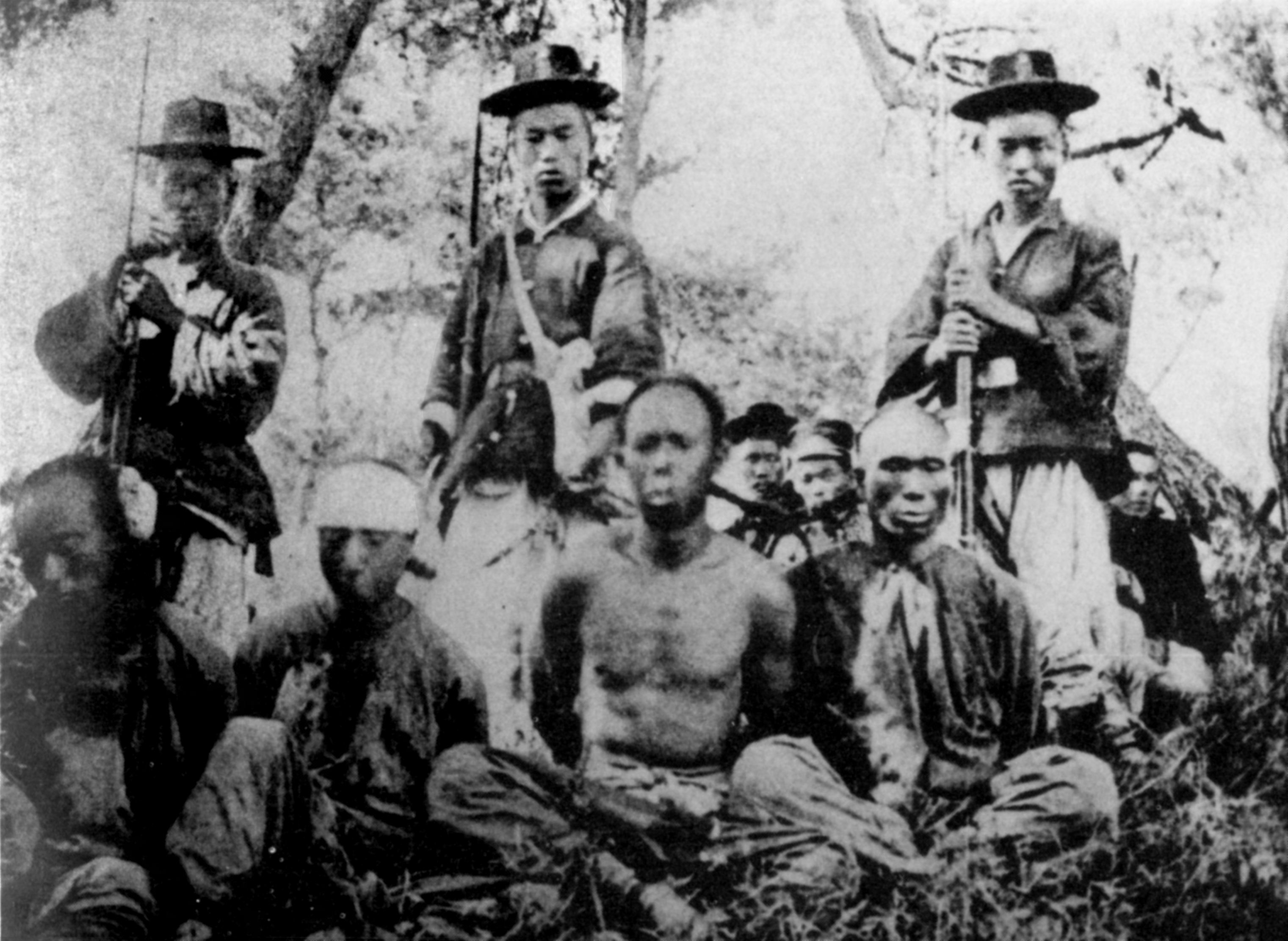
Soldados coreanos y prisioneros chinos.

Después de la guerra, según el erudito chino Jin Xide, el gobierno Qing pagó un total de 340 000 000 taels de plata a Japón en reparaciones y trofeos de guerra. Esto era equivalente a (en aquel entonces) 510 000 000 yenes japoneses, unas 6.4 veces los ingresos del gobierno japonés. Del mismo modo, el erudito japonés Ryoko Iechika, calculó que el gobierno Qing pagó un total de $21 000 000 (cerca de un tercio de los ingresos del gobierno Qing) en reparaciones de guerra a Japón, o alrededor de 320 000 000 yenes japoneses, equivalente a dos años y medio de ingresos del Gobierno japonés.
El Banco Ruso-Chino, fundado en 1895 en San Petersburgo con capital ruso y francés, fue el que prestó dinero a China y emitió bonos del Estado para financiar a China en el pago de la indemnización a Japón después de la primera guerra sino-japonesa.